# Christian Zerbib
Christian Zerbib est un réalisateur, scénariste et producteur de cinéma  français.

## Filmographie
- 1983 : La Fuite en avant : auteur, réalisateur
- 1987 : Un nouveau dans la ville de Fabrice Cazeneuve : scénariste, dialoguiste
- 1991 : Cheb de Rachid Bouchareb : coscénariste, dialoguiste
- 1994 : Dernier Stade [1].
- 1996 : À titre posthume : scénariste
- 1996 : Colis Postal de Joseph Kumbela : producteur
- 1998 : Taxcarte de Joseph Kumbela : producteur
- 2004 : En Quarantaine, Le froid qui Sauve, série TV : coscénariste
- 2009 : En terre étrangère,documentaire : réalisateur, coproducteur délégué
- 2011 : Nos ancêtres les Gauloises, documentaire : réalisateur, producteur
- 2011 : Mariage Blues de Touria Benzari : producteur délégué
- 2012 : Rock'n Bled de Touria Benzari : producteur délégué
- 2013 : Jeune, documentaire : réalisateur, producteur délégué
- 2014 : Le Prix de la Fiancée de Touria Benzari : producteur délégué
- 2015 : Ta mère! de Touria Benzari : producteur délégué